# لیدی رندولف چرچیل
لیدی رندولف چرچیل (انگلیسی: Lady Randolph Churchill; jeanette jerome
۹ ژانویهٔ ۱۸۵۴ – ۲۹ ژوئن ۱۹۲۱) یک خودزندگی‌نامه‌نویس اهل آمریکا بود. پدر وی یک آمریکایی‌تبار ثروتمند بود. وینستون چرچیل سیاستمدار اهل انگلستان و جان استرنج اسپنسر چرچیل از فرزندان وی و لرد رندولف چرچیل بودند.